# Arctosa meitanensis
Arctosa meitanensis là một loài nhện trong họ Lycosidae.
Loài này thuộc chi Arctosa. Arctosa meitanensis được Chang-Min Yin et al miêu tả năm 1993..